# Francisco Salinas
Francisco Salinas (17 de junio de 1926 - 7 de mayo de 1991)  fue un militar argentino, perteneciente a la Fuerza Aérea, que alcanzó el rango de brigadier mayor. Se desempeñó como embajador de Argentina en Bolivia entre 1982 y 1983, durante la dictadura autodenominada «Proceso de Reorganización Nacional».

## Biografía
Tras culminar con sus estudios de educación secundaria, el biografiado ingresó como cadete de la Escuela de Aviación Militar el 1 de marzo de 1945. El 12 de julio de 1948 egresó como alférez del escalafón aire, con orden de mérito 15 sobre un total de 78 cadetes egresados de la promoción 14° de la mencionada institución aeronáutica militar.
Se desempeñó como jefe de Inteligencia del Estado Mayor General de la Fuerza Aérea en 1976 y 1978.
Fue embajador en Bolivia entre el 15 de abril de 1982, (por decreto S 746 del presidente de facto Leopoldo Fortunato Galtieri) y el 5 de diciembre de 1983, cuando se aceptó su renuncia (resolución n.º 1557 del ministro Aguirre Lanari).
Fue beneficiado por la Ley de Punto Final de 1986.